# 충주 장씨
충주 장씨(忠州 張氏)는 충청북도 충주시를 본관으로 하는 한국의 성씨이다. 시조는 조선에서 문과에 급제해 거창현감을 지낸 장문한(張文翰)이다.

## 참고 자료
- 최일성. “충주장씨”. 디지털충주문화대전.